# Magyar Sörgyártók Szövetsége
A Magyar Sörgyártók Szövetsége (MSSz), a vezető hazai sörgyártók érdekképviseleti szervezete. Tagjai a legnagyobb Magyarországon működő sörgyártók: a Borsodi Sörgyár Kft., a Dreher Sörgyárak Zrt., a Heineken Hungária Zrt. és a Carlsberg Hungária Kft.
A MSSz-t 1992-ben öt magyar sörgyártó vállalat alapította. A Sörszövetség az elmúlt idő alatt egy olyan társadalmi szervezetté vált, amelynek ugyan minden tagja éles versenyt folytat a hazai sörpiacon, ugyanakkor összefogva lépnek fel az ágazat közös érdekeinek képviselete és a társadalmi felelősségvállalásuk kifejezése érdekében.
Az érdekérvényesítés mellett tehát a Szövetség munkájának fontos részét képezik azok a társadalmi programok, amelyek a felelős alkoholfogyasztással és a sörkultúra népszerűsítésével kapcsolatosak.
A sörgyártók tevékenységében a környezettudatosság is nagy jelentőséggel bír. Az iparág termékeinek több, mint 90%-át már ma is visszaváltható csomagolásban forgalmazza, hozzájárulva ezzel az ország környezetének megóvásához. A visszagyűjtés ösztönzésére a magyar söripar az európai alumíniumdoboz gyártók közös támogatásával működtetik a www.visszavalthato.hu és www.mindendoboz.hu oldalakat, amelyeken a fogyasztók további információkat találhatnak a visszaválthatóságról és az aludoboz körforgásos gazdaságban betöltött szerepéről.
Az MSSz az Európai Sörszövetség keretében részt vesz a söripar európai érdekképviseletében és törekvéseiben. Elkötelezettsége az ágazat iránt emellett egyetemleges: az iparág gazdasági érdekeinek képviselete mellett folytatja erőfeszítéseit a sörgyártás társadalmi elismertségének növeléséért.

## Céljai
A Sörszövetség legfőbb célja a hazai sörgyártók szakmai összefogása, szakmai érdekeinek képviselete. Céljai közé tartozik továbbá a sör – különösen a hazai gyártású minőségi sörök – hírnevének megtartása és gyarapítása, a felelős sörfogyasztás fejlesztése és a vendéglátásban elfogyasztott sör társasági élményének széleskörű elismertetése a felnőtt lakosság körében.
A tisztességes és szabad verseny érdekében a Sörszövetség kifejezetten tartózkodik minden olyan lépéstől, amely a tagok között olyan megállapodás vagy összehangolt magatartás megteremtését, elősegítését célozná, ami a gazdasági verseny megakadályozásával, korlátozásával vagy torzításával járna, vagy ami ilyen hatást fejthetne ki.

## Főbb feladatai
A Sörszövetség legfőbb feladataként ellátja tagjai szakmai képviseletét a kormányszervek, valamint egyéb országos hatáskörű és nemzetközi intézmények előtt. Ezért a Szövetség folyamatosan fejleszti kapcsolatait a jogszabályokat alkotó szervezetekkel, hogy a készülő módosításokban és az új jogszabályokban a söripar érdekeit figyelembe vegyék, valamint nyomon követi az ágazatot érintő új törvényeket és rendeleteket, illetve azok módosításait, és ezekkel kapcsolatban értesíti a tagokat.
Az MSSz figyelemmel kíséri a hazai és külföldi sörtermelést és értékesítést, ezekről – szigorúan a versenyjogi szabályok keretei között – volumen, azaz mennyiségi adatokat gyűjt és az adatokról összesített formában tájékoztatást ad. Nem gyűjt adatokat az egyes termékek piaci árairól, disztribúciós és marketing terveiről és a velük kapcsolatos kereskedelmi megállapodásokról.
A rendelkezésére álló információ megosztása érdekében a Szövetség kapcsolatot tart a sajtó képviselőivel, azzal a céllal, hogy a nagyközönség is megismerje a söripar eredményeit és helyzetét, és javítsa a sör és a sörgyártók imázsát.
Végezetül, a szervezet figyelemmel kíséri és bemutatja a hazai sörgyártás nemzetgazdaságra gyakorolt hatásait. Fejleszti a kategóriát, építi a hazai sörkultúrát, bemutatja a sörök fajtáit, de nem foglalkozik az egyes sörmárkákkal, azok egyedi promóciójával.
A Sörszövetség a magyar Önszabályozó Reklám Testülettel együttműködésben etikai kódexeket is alkot, amelyek a tagokra nézve általános és az alkoholos termékek tekintetében speciális kötelező magatartási szabályokat tartalmaznak, ellenőrzi ezek betartását.

## Tagjai
A Sörszövetség rendes tagja lehet minden magyarországi székhellyel rendelkező nem természetes személy sörgyártó, amely Magyarországon évente legalább 100 000 hl, Magyarországon gyártott, a saját vagy a saját vállalatcsoportja leányvállalatának termékét képező sört értékesít.
Amennyiben több nem természetes személy magyarországi székhellyel rendelkező sörgyártó ugyanazon hazai vagy nemzetközi tulajdonosi csoporthoz tartozik, úgy ezen csoporthoz tartozó szervezetek egy rendes tagként képviseltethetik magukat a Szövetség tagjai között.
A Sörszövetség pártoló tagja lehet továbbá minden olyan magyarországi székhellyel rendelkező nem természetes személy jogalany, amely Magyarországon sörgyártási és ugyanitt egyúttal sörforgalmazási tevékenységet is végez évente összesen legalább 500 hl mennyiségben, vagy saját vállalatcsoportjához tartozó leányvállalat által gyártott sörtermékből Magyarországon évente legalább 100 000 hl mennyiséget értékesít.
A két különböző tagság közel azonos jogokkal és kötelezettségekkel rendelkezik. Az egyetlen lényegi különbség abban áll, hogy míg a rendes tag minden megtárgyalt kérdést illetően szavazati joggal bír, valamint részt vehet a Szövetség tisztségviselőinek megválasztásában és maga is megválasztható, addig a pártoló tag javaslattételi, véleményezési joggal rendelkezik, és ugyan a tisztségviselők választásán részt vehet, de nem rendelkezik szavazati joggal és nem is választható.

## Döntéshozás
A Sörszövetség ügydöntő szerve a Közgyűlés. A Közgyűlésen minden tag részt vehet, és abban az esetben határozatképes, ha a rendes tagok több mint kétharmada jelen van. A közgyűlés nem nyilvános, azon csak a tagok és az ügyvezetés, valamint a közgyűlés munkája érdekében meghívott személyek vehetnek részt. Minden Közgyűlésen gyakorlott versenyjogász felügyeli a hazai versenyjogi előírásoknak való teljes megfelelést.
A Szövetség Közgyűlését évenként legalább egy alkalommal össze kell hívni, valamint akkor is, ha azt bármely rendes tag írásban kéri. A Közgyűlés ülésére minden rendes és pártoló tagot a törvény által meghatározott módon és időben kell meghívni.
A Sörszövetség igazgatóját a közgyűlés egyhangú döntéssel választja. Az igazgató az, aki képviseli a Szövetséget a hatóságok, bíróságok, kormányszervek és harmadik személyek, illetve a sajtó előtt.

## Fenntartás
A Sörszövetség nem végez, és nem is áll szándékában nyereségre törekvő gazdasági-vállalkozási tevékenység folytatni, kizárólag a rendes tagok által befizetett tagdíjakból, éves költségvetés alapján gazdálkodik.

## Sör Mi Több
A Magyar Sörgyártók Szövetsége 2014-ben, a nemzetközi Love Beer elnevezésű kezdeményezés mintájára hívta életre a prémium sör és a gasztronómia kapcsolatát erősítő Sör Mi Több (SMT) programját, amely a hazai sörgyártók folyamatos innovációjának szimbóluma lett. Az SMT célja a hazai sörkultúra elmélyítése valamint, hogy több oldalról is bemutassa a baráti összejövetelek és beszélgetések legkedveltebb italát. A Sör Mi Több a folyamatos innováció jegyében már számtalan módon mutatta be az adott év legkedveltebb sörtípusait. Így, több jelentős sörfesztiválon is megjelent, de emellett a program tartalmazott már sörgasztronómiai hetet, vagy 2016-ban elsőként egy verseny keretében kereste az ország legjobb sörkorcsolyáit a HORECA szakemberek között. Az SMT program 2018 óta adventi sörestjén mutatja be, hogy a prémium sörök széles választéka a téli szezonban is számtalan választási lehetőséget kínál a sörkedvelők számára.

## Iparági közös vállalások
- Fiatalkorúak alkoholfogyasztásának csökkentése, a felelős alkoholfogyasztás ösztönzése.
- A józan, felelős járművezetés elterjesztése, választási lehetőség biztosítása az alkoholos és nem alkoholos sörök között.
- Fenntartható termék-innováció megvalósítása, a visszaváltható csomagolások és az alkoholmentes kategória további fejlesztése.
- A szabályozói előírásoknak és az önkéntes etikai kódexnek megfelelő alapelvek maradéktalan betartása a kereskedelmi kommunikációban és gyakorlatban.
- A tápérték és az összetétel részletes tartalmának feltüntetése 2022. év végére a csomagolások 100%-án.